# Ollolai
Ollolai (sardinsky: Ollolài) je italská obec (comune) v provincii Nuoro v regionu Sardinie. Nachází se ve výšce 960 metrů nad mořem a má přibližně 1 200 obyvatel. Rozloha obce je 27,24 km².

## Známí rodáci
- Franco Columbu – kulturista a herec